# 英维尔·弗吕格斯塔·厄斯特贝格
英维尔·弗吕格斯塔·厄斯特贝格（挪威語：Ingvild Flugstad Østberg，1990年11月9日—），挪威女子越野滑雪运动员。她曾代表挪威参加2014年和2018年冬季奥林匹克运动会越野滑雪比赛，获得二枚金牌和一枚银牌。